# Bernardo Maria Tirabassi
Bernardo Maria Tirabassi, auch Bernardino Maria Tirabassi (* 26. Mai 1801 in Rotella; † 2. Januar 1865 in Ferentino) war ein italienischer römisch-katholischer Geistlicher und Bischof von Ferentino.

## Leben
Die Priesterweihe empfing Bernardo Maria Tirabassi am 31. März 1827. Am 6. November desselben Jahres wurde er Lehrer der Philosophie am Seminar von Montalto. Im April 1827 trat er als Auditor der Apostolischen Nutiatur in Luzern unter Pietro Ostini in den Dienst der Kurie. Danach wurde er Minutant des Staatssekretariats und im April 1842 Geschäftsträger des Heiligen Stuhls beim Großherzog der Toskana.
Papst Gregor XVI. ernannte ihn am 20. Januar 1845 zum Bischof von Ferentino. Die Bischofsweihe spendete ihm am 23. Februar desselben Jahres der Bischof von Jesi, Kardinal Cosimo Barnaba Corsi; Mitkonsekratoren waren Fabio Maria Asquini, Lateinischer Patriarch von Konstantinopel, und Antonio Fernando José de Echánove y Zaldívar, Erzbischof von Tarragona.